# Land (1975-2002)
Pour les articles homonymes, voir Land.
Albums de Patti Smith
Gung Ho
(2000) Trampin'
(2004)
Land (1975-2002) est une compilation de Patti Smith, sortie le 19 mars 2002. 
C'est un double album. Le premier CD est composé des titres les plus connus de Patti Smith issus de ses huit premiers disques. Le second comporte des morceaux rares ou inédits.
Le disque est dédié à la mémoire de Richard Sohl.

## Liste des titres
| Disque 1 | Disque 1                                                      | Disque 1                    | Disque 1        | Disque 1 | Disque 1 | Disque 1 | Disque 1 | Disque 1 | Disque 1 |
| No       | Titre                                                         | Auteur                      | Album original  | Durée    |          |          |          |          |          |
| -------- | ------------------------------------------------------------- | --------------------------- | --------------- | -------- | -------- | -------- | -------- | -------- | -------- |
| 1.       | Dancing Barefoot                                              | Patti Smith, Ivan Král      | Wave            | 4:16     |          |          |          |          |          |
| 2.       | Babelogue                                                     | Smith                       | Easter          | 1:30     |          |          |          |          |          |
| 3.       | Rock N Roll Nigger                                            | Smith, Lenny Kaye           | Easter          | 3:23     |          |          |          |          |          |
| 4.       | Gloria                                                        | Van Morrison, Smith         | Horses          | 5:53     |          |          |          |          |          |
| 5.       | Pissing in a River                                            | Smith, Kral                 | Radio Ethiopia  | 4:51     |          |          |          |          |          |
| 6.       | Free Money                                                    | Smith, Kaye                 | Horses          | 3:48     |          |          |          |          |          |
| 7.       | People Have the Power                                         | Smith, Fred « Sonic » Smith | Dream of Life   | 5:10     |          |          |          |          |          |
| 8.       | Because the Night                                             | Smith, Bruce Springsteen    | Easter          | 3:23     |          |          |          |          |          |
| 9.       | Frederick                                                     | Smith                       | Wave            | 3:03     |          |          |          |          |          |
| 10.      | Summer Cannibals                                              | Smith, Fred « Sonic » Smith | Gone Again      | 4:09     |          |          |          |          |          |
| 11.      | Ghost Dance                                                   | Smith, Kaye                 | Easter          | 4:41     |          |          |          |          |          |
| 12.      | Ain't It Strange                                              | Smith, Kral                 | Radio Ethiopia  | 6:37     |          |          |          |          |          |
| 13.      | 1959                                                          | Smith, Tony Shanahan        | Peace and Noise | 4:01     |          |          |          |          |          |
| 14.      | Beneath the Southern Cross                                    | Smith, Kaye                 | Gone Again      | 4:37     |          |          |          |          |          |
| 15.      | Glitter in Their Eyes (Chœurs par Michael Stipe & Wade Raley) | Smith, Oliver Ray           | Gung Ho         | 3:05     |          |          |          |          |          |
| 16.      | Paths That Cross                                              | Smith, Fred « Sonic » Smith | Dream of Life   | 4:20     |          |          |          |          |          |
| 17.      | When Doves Cry (inédit)                                       | Prince                      |                 | 5:00     |          |          |          |          |          |
| 71:39    |                                                               |                             |                 |          |          |          |          |          |          |

| Disque 2 | Disque 2                         | Disque 2                                           | Disque 2                                                           | Disque 2 | Disque 2 | Disque 2 | Disque 2 | Disque 2 | Disque 2 |
| No       | Titre                            | Auteur                                             | Album original                                                     | Durée    |          |          |          |          |          |
| -------- | -------------------------------- | -------------------------------------------------- | ------------------------------------------------------------------ | -------- | -------- | -------- | -------- | -------- | -------- |
| 1.       | Piss Factory                     | Smith, Richard Sohl                                | 1974                                                               | 5:03     |          |          |          |          |          |
| 2.       | Redondo Beach                    | Smith, Sohl, Kaye                                  | Démo, 1975                                                         | 3:45     |          |          |          |          |          |
| 3.       | Distant Fingers                  | Smith, Allen Lanier                                | Démo, 1975                                                         | 4:57     |          |          |          |          |          |
| 4.       | 25th MFloor                      | Smith, Kral                                        | Live - Eugene, Oregon, mai 1978                                    | 5:43     |          |          |          |          |          |
| 5.       | Come Back Little Sheba           | Smith, Kaye                                        | 1996                                                               | 2:36     |          |          |          |          |          |
| 6.       | Wander I Go                      | Smith, Ray                                         | 1996                                                               | 4:56     |          |          |          |          |          |
| 7.       | Dead City                        | Smith, Ray                                         | Live - Danemark, 1 juillet 2001                                    | 4:35     |          |          |          |          |          |
| 8.       | Spell                            | Ray, Allen Ginsberg                                | Live - Portland, Oregon, 5 août 2001                               | 6:41     |          |          |          |          |          |
| 9.       | Wing                             | Smith                                              | Live - Paris, juillet 2001                                         | 5:05     |          |          |          |          |          |
| 10.      | Boy Cried Wolf                   | Smith                                              | Live - Paris, juillet 2001                                         | 5:49     |          |          |          |          |          |
| 11.      | Birdland                         | Smith, Sohl, Kaye, Kral                            | Live - Los Angeles, 9 août 2001                                    | 9:43     |          |          |          |          |          |
| 12.      | Higher Learning                  | Smith, Rev. Frank Ray, Jay Dee Daugherty, Shanahan |                                                                    | 7:21     |          |          |          |          |          |
| 13.      | extras to the Future / Tomorrow] | Smith, Charles Strouse, Martin Charnin             | Live - New York, 1 janvier 2002 / Live - Philadelphie, 13 mai 1979 | 6:05     |          |          |          |          |          |
| 72:12    |                                  |                                                    |                                                                    |          |          |          |          |          |          |

## Classements
| Charts (2002) | Position |
| ------------- | -------- |
| Autriche      | 53       |
| Belgique      | 27       |
| Italie        | 20       |
| Norvège       | 25       |
| Pays-Bas      | 100      |
| Royaume-Uni   | 93       |
| Suisse        | 70       |